# Maserati Tipo 151
Maserati Tipo 151 är en sportvagn, tillverkad av den italienska biltillverkaren Maserati 1962.

## Bakgrund
Inför Le Mans 24-timmars 1962 fick Maserati en beställning på två bilar från Briggs Cunningham. En tredje bil byggdes åt den franske Maserati-importören John Simone. Maserati valde att bygga en beprövad frontmotorbil vid en tidpunkt då de flesta konkurrenterna gått över till mittmotor.

## Utveckling
Tipo 151 hämtade mycket av tekniken från den gamla sportvagnen 450S. Bilarna fick en täckt kaross med utpräglad kammback.
Efter Le Mans-loppet 1962 tog Briggs Cunningham med sig sina bilar till USA, medan John Simones bil deltog i ytterligare två lopp. Bilen uppdaterades årligen med bland annat allt större motorer. Bilen förstördes i en krasch vid träning inför Le Mans 1965 som tog föraren Lloyd Casners liv.

## Tekniska data
| Tekniska data           | Tipo 151/62                                                      | Tipo 151/65                                                      |
| ----------------------- | ---------------------------------------------------------------- | ---------------------------------------------------------------- |
| Motor:                  | Frontmonterad 90° 8-cylindrig V-motor                            | Frontmonterad 90° 8-cylindrig V-motor                            |
| Cylindervolym:          | 3944 cm³                                                         | 4941 cm³                                                         |
| Borrning x slaglängd:   | 91,0 x 75,8 mm                                                   | 94,0 x 89,0 mm                                                   |
| Max effekt vid varvtal: | 360 hk vid 7 000 v/min                                           | 430 hk vid 7 000 v/min                                           |
| Ventilstyrning:         | 2 överliggande kamaxlar per cylinderrad, 2 ventiler per cylinder | 2 överliggande kamaxlar per cylinderrad, 2 ventiler per cylinder |
| Kompression:            | 9,7:1                                                            | 9,0:1                                                            |
| Bränslesystem:          | 4 Weber 45IDM                                                    | Lucas bränsleinsprutning                                         |
| Växellåda:              | 5-växlad manuell, transaxel                                      | 5-växlad manuell, transaxel                                      |
| Hjulupphängning fram:   | Dubbla tvärlänkar, skruvfjädrar                                  | Dubbla tvärlänkar, skruvfjädrar                                  |
| Hjulupphängning bak:    | De Dion-axel, skruvfjädrar                                       | De Dion-axel, skruvfjädrar                                       |
| Bromsar:                | Hydrauliska skivbromsar                                          | Hydrauliska skivbromsar                                          |
| Chassi & kaross:        | Fackverksram med aluminiumkaross                                 | Fackverksram med aluminiumkaross                                 |
| Hjulbas:                | 230 cm                                                           | 230 cm                                                           |
| Torrvikt:               | 900 kg                                                           | 860 kg                                                           |
| Toppfart:               | 320 km/h                                                         | 350 km/h                                                         |

## Tävlingsresultat
Tipo 151 lyckades inte göra något större intryck på racerbanan. Ingen av de tre bilarna tog sig i mål på Le Mans 1962. Cunninghams bilar gjorde ingen större lycka i USA heller. Simones bil bröt Le Mans-loppen även 1963 och 1964.